# Brug 97
Brug 97 is een vaste brug in Amsterdam-Centrum.
Ze is gelegen in de zuidoostelijke kade van de Spiegelgracht, overspant de Lijnbaansgracht en voert naar de Weteringschans, plaatselijk ooit genoemd  Verlengde Spiegelgracht (er kwam echter geen gracht) en Zieseniskade. In het verlengde van de brug ligt de Museumbrug naar het Rijksmuseum. De brug wordt omringd door gemeentelijke en rijksmonumenten. Aan stadszijde liggen het voormalige weverhuis Spiegelgracht 27 (rijks) en de voormalige opvang voor alleenstaanden Lijnbaansgracht 287 (rijks), aan de overzijde Weteringschans 79 (gemeente), dat een mengeling aan stijlen laat zien. De vierde hoek rond de brug werd in beslag genomen door de oude melkfabriek, beter bekend als de Grote Wetering, waarvoor het monumentschap was aangevraagd en vervolgens geweigerd; het pand werd daarna gesloopt om plaats te maken voor Museum Plaza. 
Er ligt hier al eeuwen een brug. Stadsarchitect Daniël Stalpaert tekende de brug in op zijn ontwerpplattegrond van 1662, er is dan nauwelijks bebouwing te vinden, al staat het gebouw Spiegelgracht 27 er dan al (met het bijbehorend blok Derde Weteringsdwarsstraat). Als zesentwintig jaar later Frederik de Wit komt met zijn plattegrond is alles volgebouwd op de punt van Spiegelgracht 31 na. De moderne geschiedenis van de brug begint rond 1876; dan wordt een bouwtekening gemaakt van de brug, waarop een deel van de huidige (2017) situatie als te zien is. De aanbestedingen voor "Het maken van den onderbouw eener vaste brug" en "het maken en stellen van den metalen bovenbouw eener vaste brug" vonden plaats in januari van dat jaar. Op de landhoofden staan wat later bekend zou worden als de eierdoppen van Willem Springer, versieringen aan de brug, maar het is onbekend of de brug daadwerkelijk door hem ontworpen is. Midden op de brug staan dan lantarenpalen en het wegdek werd ondersteund door metalen boogconstructies. Beide kenmerken zijn (maar dan in het groot) terug te vinden bij de Hogesluis. De brug werd een paar keer gefotografeerd door Jacob Olie. In 1914 werden deze brug en de naastgelegen brug 88 voor het grote deel afgesloten voor verkeer; er werden herstelwerkzaamheden verricht. De brug kreeg vermoedelijk toen haar huidige vorm. In 1969 komen weer beide bruggen voor nieuwbouw in aanmerking. Beide bruggen zijn dan vier à vijf maanden uit roulatie; alleen voetgangers kunnen gebruik maken van noodbruggen. De brug behield daarbij haar uiterlijk van een liggerbrug, maar er mag van worden uitgegaan dat delen van de brug vervangen werden door modernere middelen. 
De brug kwam in 1980 in de frontlinie te liggen bij de veldslag tussen krakers (of althans sympathisanten daarvan) en de gemeentepolitie en de Mobiele Eenheid bij de ontruiming van het eerder genoemde krakersbolwerk Grote Wetering. Daarna werd het rustig rond de brug, soms werd het wegdek nog vernieuwd, maar grote werkzaamheden bleven uit.  

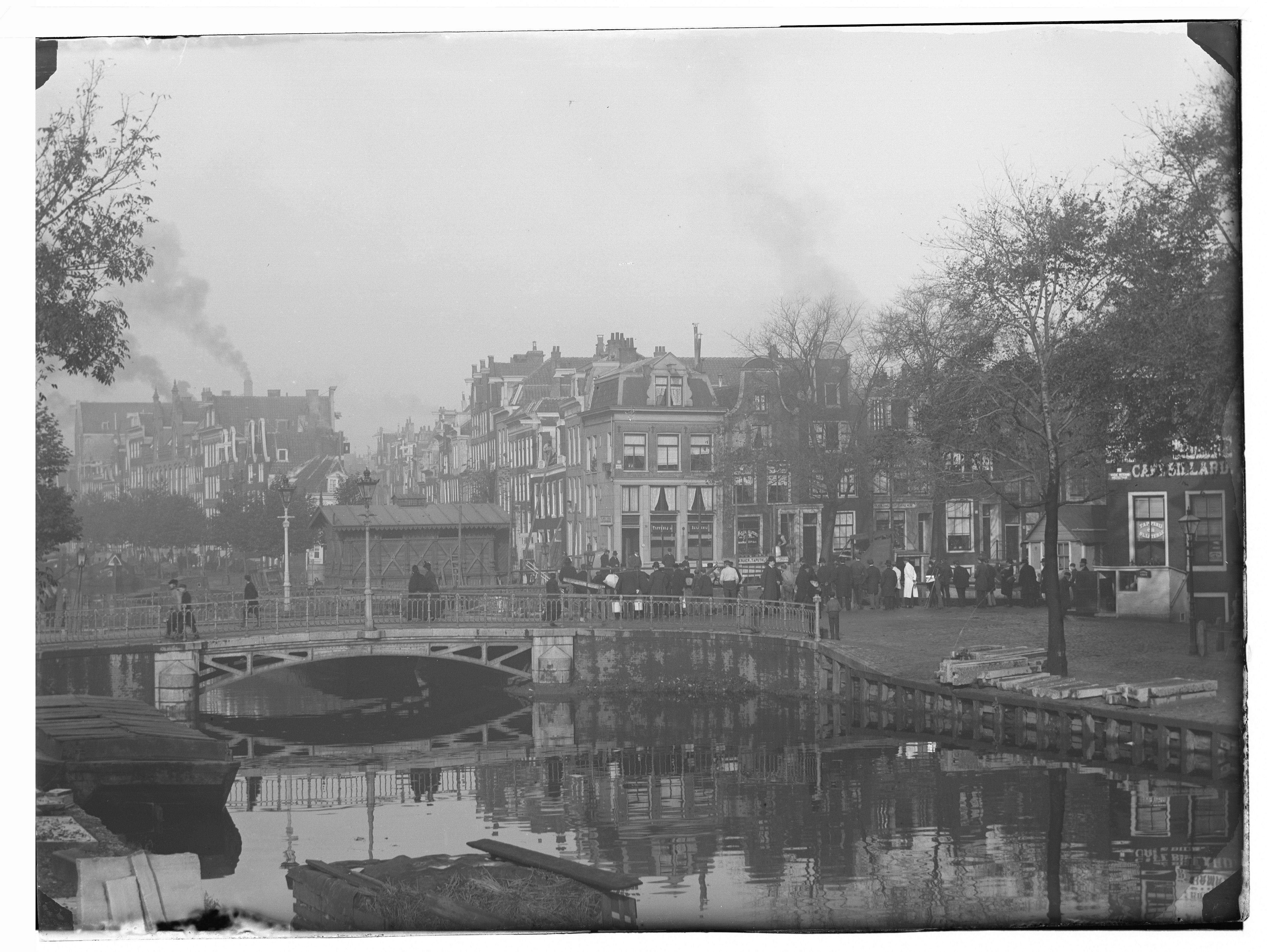
De brug in de tijd van Jacob Olie

1 · 2 · 3 · 4 · 5 · 6 · 7 · 8 · 9 · 10 · 11 · 12 · 13 · 14 · 15 · 16 · 17 · 18 · 19 · 20 · 21 · 22 · 23 · 24 · 25 · 26 · 27 · 28 · 29 · 30 · 31 · 32 · 34 · 35 · 36 · 37 · 38 · 39 · 40 · 41 · 42 · 43 · 44 · 45 · 46 · 47 · 48 · 49 · 50 · 51 · 52 · 53 · 54 · 55 · 56 · 57 · 58 · 59 · 60 · 61 · 62 · 63 · 64 · 65 · 66 · 67 · 68 · 69 · 70 · 71 · 72 · 73 · 74 · 75 · 76 · 77 · 78 · 79 · 80 · 81 · 82 · 84 · 85 · 86 · 87 · 88 · 89 · 90 · 91 · 92 · 93 · 94 · 95 · 96 · 97 · 98 · 99 · >>>
Brugnummers 33 en 83 zijn niet (meer) vergeven